# Anni 930 a.C.
Gli anni 930 a.C. sono il decennio che comprende gli anni dal 939 a.C. al 930 a.C. inclusi.

## Morti
- Hiram I, sovrano fenicio935 a.C.
- Tiglatpileser II, re931 a.C.
- Salomone, sovrano ebreo antico (n. 1011 a.C.)